# Diglossa glauca
El pinchador glauco (Diglossa glauca), también denominado diglosa azul, picaflor ojiamarillo o diglosa ojiamarilla (en Colombia), pinchaflor ojidorado (en Ecuador) o pincha-flor azul intenso (en Perú), es una especie de ave paseriforme de la familia Thraupidae, perteneciente al numeroso género Diglossa. Es nativo de regiones andinas del noroeste y oeste de América del Sur.

## Distribución y hábitat
Se distribuye a lo largo de la pendiente oriental de la cordillera de los Andes desde el suroeste de Colombia (oeste de Caquetá), hacia el sur por el este de Ecuador, este de Perú, hasta el oeste de Bolivia (Cochabamba).
Esta especie es considerada bastante común en sus hábitats naturales: el dosel y los bordes de selvas húmedas principalmente entre 1000 y 1900 m de altitud, a menores elevaciones que cualquier otro pinchaflor.

## Descripción
Es la única especie de picaflor con ojos amarillos brillantes.

## Sistemática

### Descripción original
La especie D. glauca fue descrita por primera vez por los zoólogos británicos Philip Lutley Sclater y Osbert Salvin en 1876 bajo el mismo nombre científico; su localidad tipo es: «Nairapi, Bolivia».

## Etimología
El nombre genérico femenino Diglossa proviene del griego «diglōssos» que significa de lengua doble, que habla dos idiomas; y el nombre de la especie «glauca» proviene del latín «glaucus»: glauco, gris azulado, también brillante, reluciente.

## Taxonomía
La especie Diglossa caerulescens era incluida en un género monotípico Diglossopis, al cual posteriormente se incorporaron otras tres especies, D. cyanea, D. indigotica y la presente; sin embargo, los datos genético-moleculares de ADNmt indican que dicho grupo no es monofilético, a pesar del color azul predominante en todas.
Los amplios estudios filogenéticos recientes demuestran que la presente especie es hermana del par formado por  Diglossa caerulescens y D. cyanea.

## Subespecies
Según las clasificaciones del Congreso Ornitológico Internacional (IOC) y Clements Checklist/eBird v.2019 se reconocen dos subespecies, con su correspondiente distribución geográfica:
- Diglossa glauca tyrianthina Hellmayr, 1930 – pendiente oriental de los Andes del suroeste de Colombia (Nariño) y Ecuador.
- Diglossa glauca glauca P.L. Sclater & Salvin, 1876 – sureste de Perú (Junín) hasta las yungas del oeste de Bolivia (La Paz y Cochabamba)